# Michele Polverino
Michele Polverino (Grabs, 26 september 1984) is een Liechtensteins voetballer die speelt als middenvelder. In februari 2015 verruilde hij FC Vaduz voor SV Ried in de Oostenrijkse Bundesliga.

## Interlandcarrière
Michele Polverino is international van Liechtenstein. Hij speelt sinds 2007 in het nationale elftal: op 2 juni maakte hij zijn debuut in een EK-kwalificatiewedstrijd tegen IJsland (1–1).
| Interlanddoelpunten | Interlanddoelpunten | Interlanddoelpunten | Interlanddoelpunten        | Interlanddoelpunten | Interlanddoelpunten | Interlanddoelpunten | Interlanddoelpunten |
| #                   | Datum               | Locatie             | Wedstrijd                  | Goal(s)             | Score               | Uitslag             | Wedstrijd           |
| ------------------- | ------------------- | ------------------- | -------------------------- | ------------------- | ------------------- | ------------------- | ------------------- |
| 1                   | 9 september 2009    | Vaduz               | Liechtenstein – Finland    | 75'                 | 1 – 1               | 1 – 1               | WK-kwalificatie     |
| 2                   | 9 februari 2011     | Serravalle          | San Marino – Liechtenstein | 57'                 | 0 – 1               | 0 – 1               | Oefeninterland      |
| 3                   | 3 juni 2011         | Vaduz               | Liechtenstein – Litouwen   | 36'                 | 2 – 0               | 2 – 0               | EK-kwalificatie     |
| 4                   | 22 maart 2013       | Vaduz               | Liechtenstein – Letland    | 17'                 | 1 – 0               | 1 – 1               | WK-kwalificatie     |
| 5                   | 14 augustus 2013    | Vaduz               | Liechtenstein – Kroatië    | 71'                 | 2 – 2               | 2 – 3               | Oefeninterland      |